# Macropteer

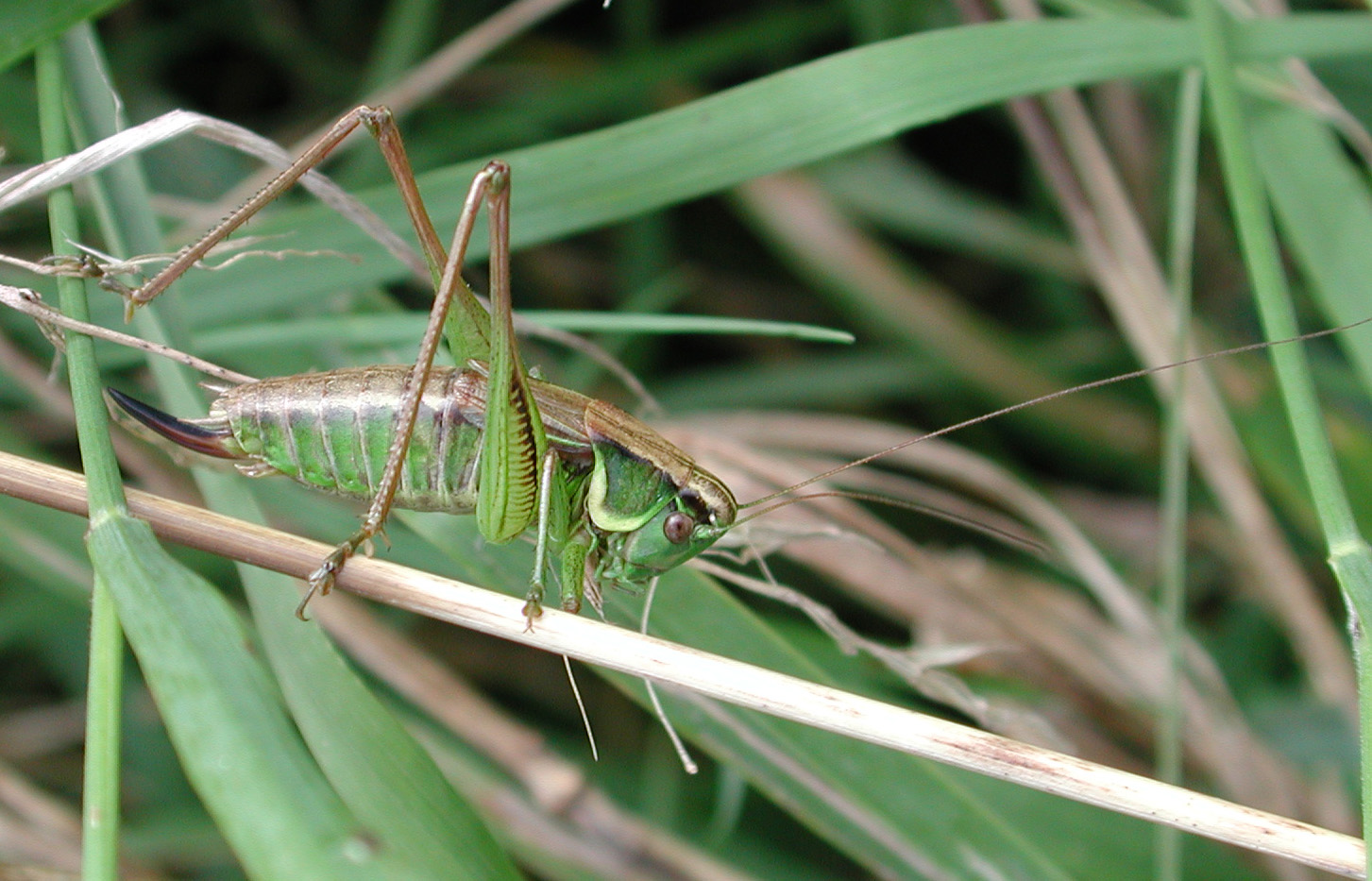

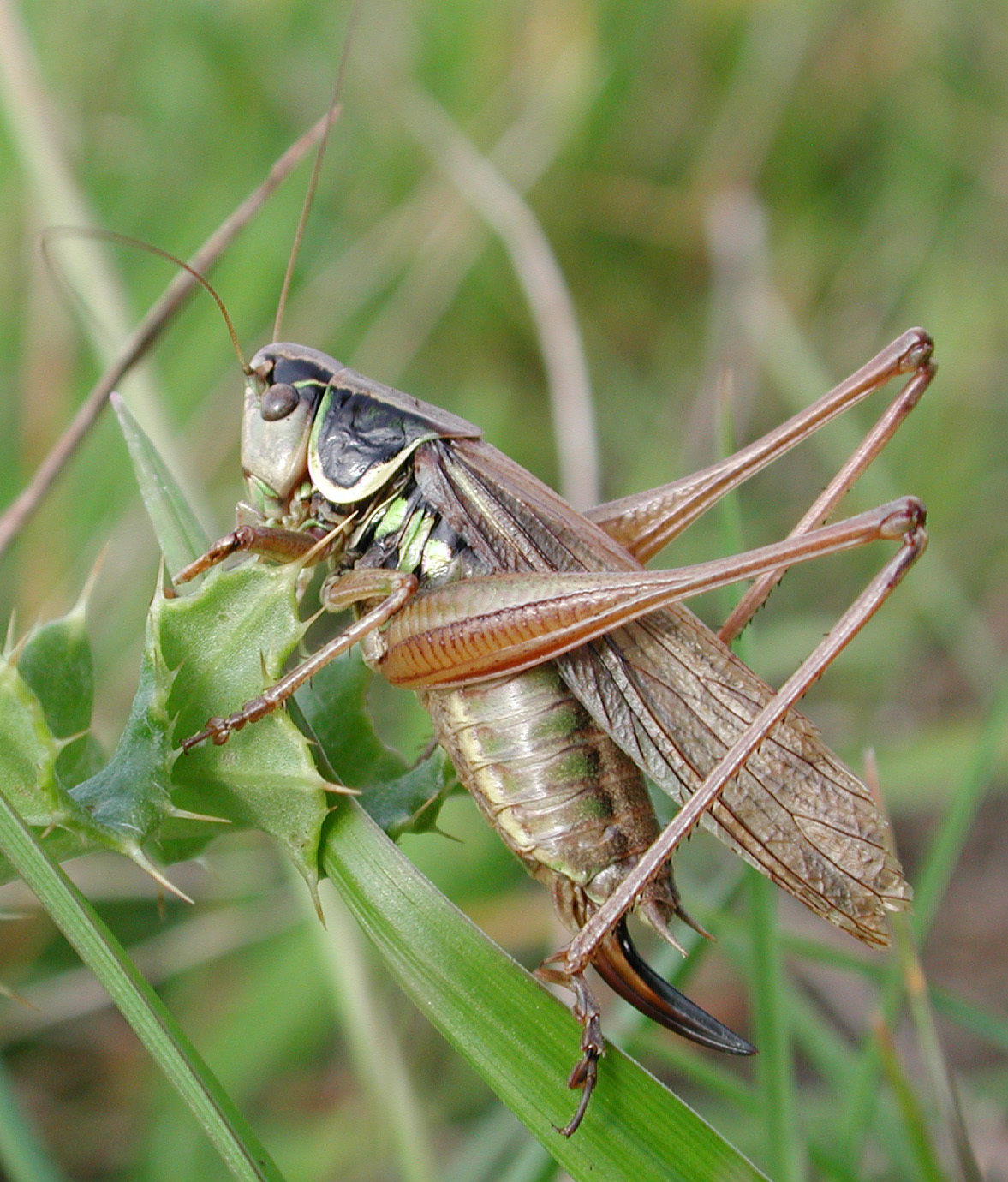

Macropteer betekent langgevleugeld en is een term in de entomologie om de lengte van de vleugels van insecten aan te duiden. Het is het tegenovergestelde van brachypteer, dat kortgevleugeld betekent. Bij de meeste insecten, zoals veel kevers, zijn de vleugels altijd even lang, ongeacht de populatie of het geslacht. Bij andere groepen, zoals de sprinkhanen en krekels (Orthoptera) verschilt de vleugellengte soms per sekse. Bij weer andere insecten, zoals de oorwormen (Dermaptera) en de wantsen (Heteroptera) kan de lengte van de vleugels per populatie verschillen. De term submacropteer wordt gebruikt voor bijna volledig ontwikkelde vleugels.
Op de afbeeldingen links en rechts zijn twee vrouwtjes te zien van de greppelsprinkhaan (Metrioptera roeselii). Het exemplaar links is kortgevleugeld, het exemplaar rechts langgevleugeld. 